# 그것은 밤에 이뤄졌다
《그것은 밤에 이뤄졌다》는 1985년에 개봉한 대한민국의 영화이다.

## 캐스팅
- 임영규
- 나영희
- 이재희
- 홍진희
- 오혜민
- 원영혜
- 최미선
- 권태경
- 정욱
- 정규영
- 김성원
- 이욱
- 김찬우
- 김벌래
- 신찬일
- 홍우래
- 문태선
- 김지영
- 조건월
- 이미숙